# 皮米松
皮米松（法語：Puimisson，法語發音：[pɥimisɔ̃]）是法国埃罗省的一个市镇，属于贝济耶区。

## 地理
皮米松（43°26'24"N, 3°12'26"E）面积6.38 平方千米，位于法国奧克西塔尼大區埃罗省，该省份为法国南部沿海省份，南濒地中海，西南接奥德省，西北接塔恩省和阿韦龙省，东北与加尔省接壤。
与皮米松接壤的市镇（或旧市镇、城区）包括：科尔内扬、略朗莱贝济耶、马加拉斯、帕耶斯、皮萨利孔、圣热涅德丰特迪。

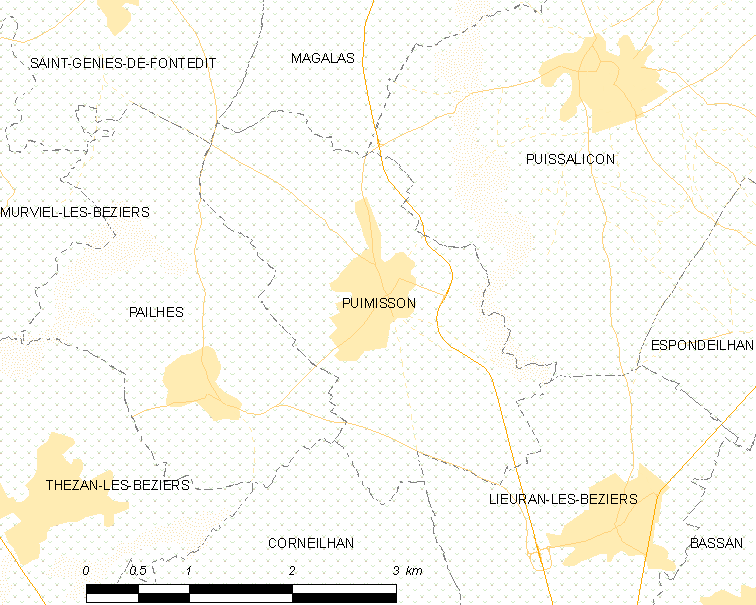
皮米松的OSM定位图

皮米松的时区为UTC+01:00、UTC+02:00（夏令时）。

## 行政
皮米松的邮政编码为34480，INSEE市镇编码为34223。

## 政治
皮米松所属的省级选区为卡祖勒莱贝济耶县。

## 人口

1962-2008年间皮米松人口变化图示

皮米松于2022年1月1日时的人口数量为1218人。